# Cục Thông tin cơ sở (Việt Nam)
Cục Thông tin cơ sở là cơ quan trực thuộc Bộ Thông tin và Truyền thông, thực hiện chức năng tham mưu giúp Bộ trưởng quản lý nhà nước và tổ chức thực thi pháp luật về thông tin cơ sở và hệ thống đài truyền thanh - truyền hình cấp huyện.
Cục Thông tin cơ sở thành lập ngày 10/5/2017, trên cơ sở Vụ Thông tin cơ sở.
Chức năng, nhiệm vụ, quyền hạn và cơ cấu tổ chức của Cục Thông tin cơ sở được quy định tại Quyết định số 1956/QĐ-BTTTT ngày 26/10/2022 của Bộ trưởng Bộ Thông tin và Truyền thông.

## Nhiệm vụ và quyền hạn
Theo Điều 2, Quyết định số 1956/QĐ-BTTTT ngày 26/10/2022 của Bộ trưởng Bộ Thông tin và Truyền thông, Cục Thông tin cơ sở có các nhiệm vụ, quyền hạn chính:
1. Chủ trì nghiên cứu, đề xuất và xây dựng, trình Bộ trưởng ban hành hoặc để Bộ trưởng trình cấp có thẩm quyền ban hành các văn bản quy phạm pháp luật thuộc lĩnh vực thông tin cơ sở.
2. Chủ trì, phối hợp xây dựng, trình Bộ trưởng phê duyệt hoặc để Bộ trưởng trình cấp có thẩm quyền phê duyệt chiến lược, quy hoạch, kế hoạch phát triển dài hạn, trung hạn, hằng năm; các chương trình, đề án, dự án thuộc lĩnh vực thông tin cơ sở.
3. Hướng dẫn, tổ chức thực hiện, kiểm tra thực hiện các văn bản quy phạm pháp luật, chính sách, chiến lược, quy hoạch, kế hoạch, chương trình, đề án, dự án thuộc lĩnh vực thông tin cơ sở.
4. Xây dựng các nội dung thông tin, tuyên truyền ở cơ sở thuộc chức năng, nhiệm vụ của Bộ Thông tin và Truyền thông và hướng dẫn tổ chức triển khai thực hiện.
5. Tổ chức cung cấp thông tin, quản lý nội dung thông tin của hệ thống thông tin cơ sở và truyền thanh - truyền hình cấp huyện trên phạm vi cả nước.
6. Hướng dẫn việc xây dựng và hoạt động của hệ thống thông tin cơ sở và truyền thanh - truyền hình cấp huyện.
7. Chủ trì thẩm định hồ sơ đề nghị cấp phép và trình Bộ trưởng cấp, gia hạn, sửa đổi, bổ sung, tạm đình chỉ, thu hồi giấy phép thuộc lĩnh vực thông tin cơ sở theo quy định của pháp luật và phân công của Bộ trưởng.
8. Tham gia xây dựng các tiêu chí, tiêu chuẩn chất lượng, định mức kinh tế - kỹ thuật, định mức chi phí, các cơ chế, chính sách về giá, khung giá dịch vụ sự nghiệp công trong lĩnh vực thông tin cơ sở.
9. Tổ chức thực hiện các chương trình, đề án, dự án thuộc lĩnh vực thông tin cơ sở theo quy định của pháp luật và phân cấp của Bộ trưởng.
10. Chủ trì, tổ chức các sự kiện tuyên truyền cơ sở ở trong nước.
11. Chủ trì, phối hợp với các cơ quan, đơn vị liên quan thực hiện công tác bồi dưỡng, hướng dẫn chuyên môn nghiệp vụ; tuyên truyền, phổ biến giáo dục pháp luật thuộc lĩnh vực thông tin cơ sở.
12. Chủ trì, phối hợp với các cơ quan, đơn vị liên quan tham mưu cho Bộ trưởng trong việc chỉ đạo tổ chức thực hiện hoạt động nghiên cứu khoa học, ứng dụng khoa học và công nghệ trong lĩnh vực thông tin cơ sở.
13. Chủ trì, phối hợp với các cơ quan, đơn vị liên quan thực hiện hợp tác quốc tế trong lĩnh vực thông tin cơ sở theo phân công, phân cấp của Bộ trưởng.
14. Tham mưu xây dựng, ban hành quy chế tổ chức hội thi, liên hoan, giải thưởng thuộc lĩnh vực thông tin cơ sở và tổ chức thực hiện theo phân công của Bộ trưởng; đề xuất khen thưởng đối với tổ chức và cá nhân trong lĩnh vực thông tin cơ sở.
15. Tổ chức thống kê, điều tra thu thập số liệu trong lĩnh vực thông tin cơ sở. Tổng hợp thông tin phản ánh từ cơ sở trình Bộ trưởng để báo cáo, kiến nghị cấp có thẩm quyền.
16. Tham mưu giúp Bộ trưởng trong công tác phối hợp với các bộ, ngành và địa phương triển khai hoạt động quản lý nhà nước về thông tin cơ sở.
17. Tổ chức thực hiện cải cách hành chính của Cục theo chương trình cải cách hành chính của Chính phủ và của Bộ; hiện đại hóa công sở và ứng dụng công nghệ thông tin, chuyển đổi số phục vụ hoạt động của Cục; giải quyết khiếu nại, tố cáo; phòng, chống tham nhũng; thực hành tiết kiệm, chống lãng phí theo quy định của pháp luật
18. Quản lý về tổ chức bộ máy, biên chế và thực hiện chính sách, chế độ đối với công chức và người lao động thuộc phạm vi quản lý của Cục.
19. Quản lý tài chính, tài sản, hồ sơ, tài liệu và các nguồn lực khác được giao theo quy định của pháp luật.
20. Thực hiện các nhiệm vụ khác do Bộ trưởng giao.

## Lãnh đạo Cục[3]
- Cục trưởng: Nguyễn Văn Tạo[4]
- Phó Cục trưởng:

1. Hoàng Minh Phương[5]
2. Ngô Thanh Hiển

## Cơ cấu tổ chức
(Theo Khoản 2, Điều 3, Quyết định số 1956/QĐ-BTTTT ngày 26/10/2022 của Bộ trưởng Bộ Thông tin và Truyền thông)

### Các phòng giúp việc Cục trưởng
- Văn phòng Cục
- Phòng Truyền thanh - Truyền hình
- Phòng Thông tin trực quan